# Sancy-les-Cheminots
Sancy-les-Cheminots je francouzská obec v departementu Aisne v regionu Hauts-de-France. V roce 2011 zde žilo 111 obyvatel.

## Sousední obce
Aizy-Jouy, Allemant, Celles-sur-Aisne, Nanteuil-la-Fosse, Vaudesson

## Vývoj počtu obyvatel
Počet obyvatel